# Pseudoxandra papillosa
Pseudoxandra papillosa är en kirimojaväxtart som beskrevs av Paulus Johannes Maria Maas. Pseudoxandra papillosa ingår i släktet Pseudoxandra och familjen kirimojaväxter. Inga underarter finns listade i Catalogue of Life.